# Mariana Costa
Mariana Costa (Sao Paulo, 14 de octubre de 1992) es una balonmanista brasileña, campeona del Mundo con la selección de Brasil y que juega de extremo en el Beti Onak español.

## Trayectoria
Mariana llegó al Vendsyssel austriaco a principios del 2013. Fue a la ciudad a estudiar y a intentar compatibilizar con su carrera en el balonmano pero, a pesar de ser campeona del Mundo con Brasil, no tenía un contrato profesional en el conjunto de Austria. Por eso, cuando el Hypo le llamó para incorporarse a su equipo, Mariana Costa decidió cambiar de aires y enrolarse en el gigante del balonmano europeo.  Debutó en competición europea en la temporada 2014/15, contando 53 partidos y 59 tantos entre todos sus equipos. Sólo estuvo un año en el Hypo y fichó por el NFH.
En 2017, aunque le quedaba un año más de contrato, decidió salir del NFH y fichó por el Magura Cisnadie rumano.
En 2023, tras salir del Debreceni VSC de la Liga húngara, empieza a entrenar con el Replasa Beti Onak español con el que acabará fichando para la temporada 2023/24. En el primer partido de la temporada 2024/25 sufrió una grave lesión en su rodilla derecha, rompiéndose el cruzado anterior.

### Clubes
- 2012-13 CPH Handebol
- 2013-14 Vendsyssel
- 2014-15  Hypo
- 2015-17  Nykobing Falster
- 2017-19  Magura Cisnadie
- 2018-19  SCM Craiova
- 2019-21  Gloria Bistrita
- 2021-24  Debreceni VSC
- 2023-actualidad:  Beti-Onak

## Logros

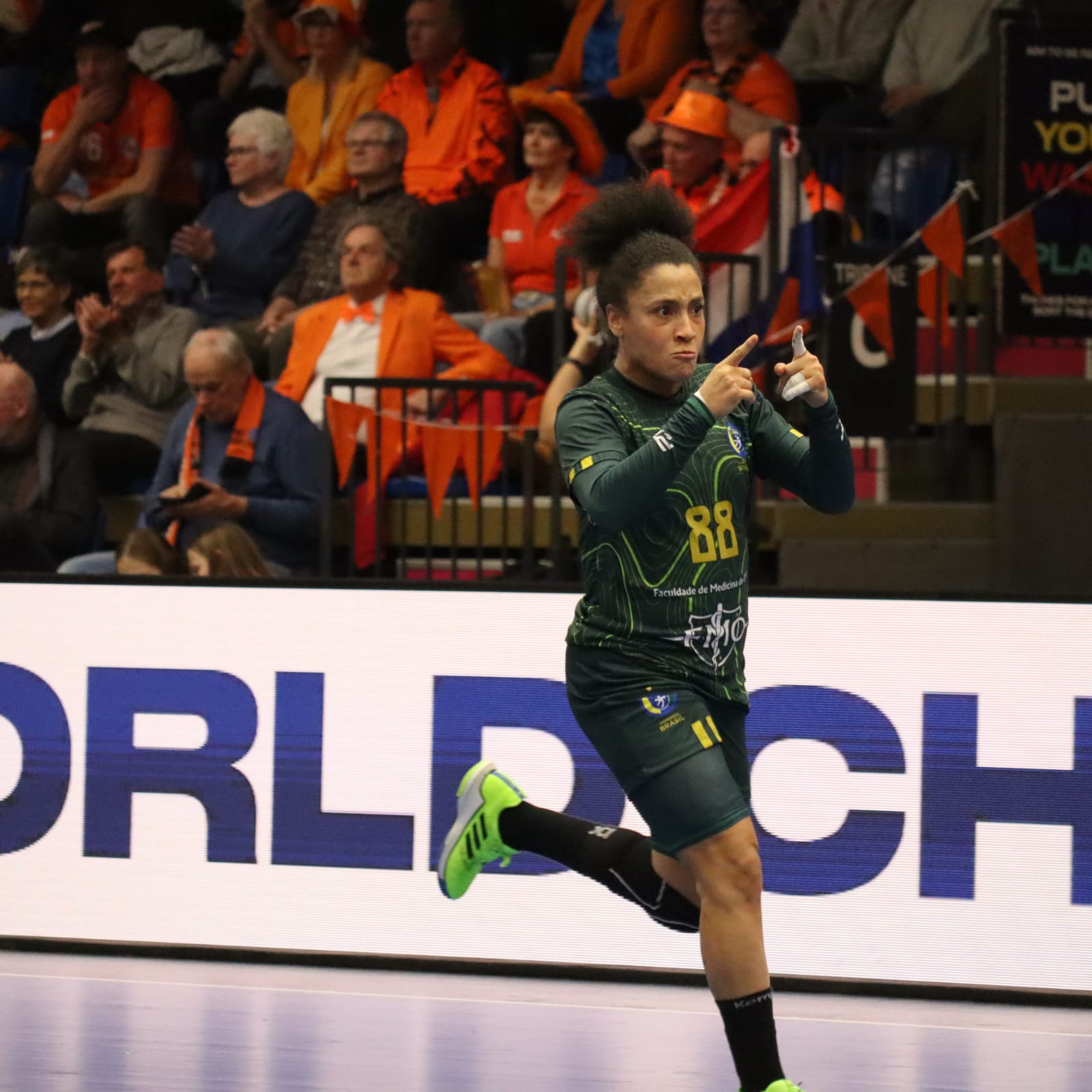
Mariana Costa in a match with Brazil

### De clubes
- 1 x Liga danesa (2017)[11]
- 1 x Liga austriaca (2015)
- 1 x Copa de Austria (2015)

### De selección
- 1 x  Medalla de oro en el Campeonato Mundial (2013)
- 1 x  Campeonato Panamericano (2017)
- 2 x  Juegos Panamericanos (2019, 2023)

## Vida personal
Conoció a su esposa actual, Deonise Fachinello, durante el campeonato del Mundo de 2013, en el que ambas alzaron el trofeo de campeonas. Se casó en 2021 en Brasil.  En 2024, tras 10 años de relación (algunos a distancia por su deporte), Deonise y ellan echaron raíces en la ciudad navarra de Muruzábal dónde viven tras el fichaje por el Balonmano Beti Onak.